# Der Mann im Heuhaufen
Der Mann im Heuhaufen ist ein deutscher Fernsehfilm aus dem Jahr 2007. Die Literaturverfilmung basiert auf dem Roman Ein Mann im Heuhaufen von Maeve Haran.

## Handlung
Flora von Gallwitz genießt das Hamburger Stadtleben in vollen Zügen. Nach einer ausgelassenen Party kommt am nächsten Wochenende allerdings das böse Erwachen. Sie begreift, dass ihr Leben nicht so verläuft, wie sie es gerne hätte. Also flüchtet sie regelrecht aus dem Stadtleben. Bei ihrer Tante Feli und der restlichen Familie findet sie auf dem Land ihre neue Bleibe. Nun genießt sie die Provinz und findet schnell wieder Anschluss bei ihrer alten Jugendliebe Adam, der sie schnell wieder in die Arme schließt.
Doch schon bald lernt sie dessen Bruder Hugo auf eine neue Weise kennen. Immer und immer wieder begegnet sie ihm in den seltsamsten Situationen. Er ist dabei immer so selbstbewusst und sympathisch, dass er ihr nicht mehr aus dem Kopf gehen will. Eine Liebe bahnt sich an, die noch auf eine harte Probe gestellt wird. Der Hof ihrer Tante steht kurz vor dem Ruin. Jetzt scheint Flora die Einzige zu sein, die der Familie noch helfen kann.

## Kritiken
„Dramatischer (Fernseh-)Film um einen allmählichen Bewusst- und Selbstfindungsprozess.“

„Du musst Herz und Hof in Ordnung bringen, Flora! Ob das so einfach ist? Aber ja, wir sind doch im ZDF. Fazit: Das Übliche: heile Welt mit Blondchen“

## Hintergrund
Der Liebesfilm wurde zwischen Mai und Juni 2006 in Hamburg und Schleswig-Holstein gedreht. Seine Erstausstrahlung hatte er am 29. April 2007 im ZDF. Dabei wurde er von 5,39 Mio. Zuschauern gesehen, was einem Marktanteil von etwa 16,6 Prozent entsprach.